# Anna Leonowens
Anna Leonowens, född Edwards 26 november 1831 i Ahmednagar i Brittiska Indien, död 19 januari 1915 i Montréal i Kanada, var en brittisk guvernant och författare. Hon var mellan 1862 och 1868 var anställd av kung Mongkut av Siam för att undervisa hans barn och hustrur, och skrev en bok om sin tid där.

1944 skrevs en musikal om hennes tid som guvernant, Kungen och jag. Leonowens upplevelser i Siam har filmatiserats flera gånger, bland annat Kungen och jag (1956) och i Anna och kungen (1999).
Hon skrev om sina sex års erfarenheter vid det siamesiska hovet i boken The English Governess at the Siamese Court, som publicerades 1870.